# L'accostamento ad Almotasim
L'accostamento ad Almotasim, talvolta tradotto come La ricerca di Almotasim (El acercamiento a Almotásim in spagnolo), è uno “pseudosaggio”, come il suo stesso autore ebbe a definirlo, scritto da Jorge Luis Borges nel 1935 e apparso nel 1936 all'interno di Storia dell'eternità.
Il titolo dello scritto rimanda a quello di un libro inventato da Borges e attribuito a uno scrittore anch'esso immaginario, l'avvocato Mir Bahadur Alì, di Bombay.
Pubblicato nell'edizione originale di Storia dell'eternità, nel 1941 è stato inserito anche nella raccolta Il giardino dei sentieri che si biforcano (El jardín de senderos que se bifurcan), e nel 1944 in Finzioni (Ficciones).
Nell'Ensayo autobiográfico Borges ha scritto al riguardo: "Si tratta al tempo stesso di una burla e di uno pseudosaggio. Si presentava come la recensione di un libro apparso a Bombay tre anni prima, libro del quale attribuivo un'immaginaria seconda edizione a un vero editore, Victor Gollancz, e la prefazione a una scrittrice realmente esistente, Dorothy L. Sayers. Ma l'autore e il libro sono pura invenzione da parte mia... Quelli che lessero il pezzo lo presero sul serio, e uno dei miei amici ordinò perfino un esemplare del libro a Londra".

## Contenuto e temi trattati
All'inizio del saggio l'autore descrive il successo della prima edizione del libro "L'accostamento ad Almotasim", apparsa a Bombay nel 1932, dando notizia di una seconda edizione del 1934, sottolineando subito che egli la giudica inferiore alla prima.
A questo punto Borges offre una sintesi della trama del romanzo, che racconta la storia di uno studente di diritto di Bombay che ha rinnegato la religione islamica e che si ritrova per caso coinvolto in un tumulto tra musulmani e indù. Durante il caos degli scontri il protagonista uccide (o pensa di aver ucciso) un indù. A quel punto fugge e si perde per le strade della città dove ha il primo di una lunga serie di incontri con reietti e appartenenti alla casta dei dalit, gli intoccabili. Nel corso della narrazione, più entra in contatto con queste persone umili e bisognose, più lo studente si rende conto di quanta spiritualità si celi in essi, fino a convincersi che questi soggetti devono essere necessariamente gli emissari di un essere superiore, il cui nome è appunto Almotasim. Il protagonista cade vittima di una vera ossessione nei confronti di questa figura misteriosa, decidendo di dedicare la vita alla sua ricerca e recandosi in pellegrinaggio nell'Hindustan per poterla trovare. Nelle pagine finali del libro, dopo infinite peregrinazioni attraverso 19 capitoli, il personaggio principale arriva davanti a una galleria in fondo alla quale si trova una porta coperta da una tenda. Fermandosi sulla soglia il giovane chiede di Almotasim e dall'altra parte gli risponde una voce che lo invita a entrare. Lo studente scosta la tenda, fa un passo oltre la soglia e il romanzo finisce.  
Terminato il riassunto della storia Borges muove alcune critiche all'immaginario autore e al modo in cui ha sviluppato la trama del suo romanzo, concludendo che non è stato in grado di sottrarsi alla più rozza tentazione dell'arte: quella di essere un genio.